# النبوة عند الاثنا عشرية
النبوّة هي الأصل الثالث من أصول الدين الخمسة عند مذهب الشيعة. وهم يعتبرون الاعتقاد بأن الله سبحانه قد بعث أنبيائه ورسله لترسيخ التوحيد بين الناس، من عناصر الإيمان الأساسية.
وان النبوة هي خلافة ربانية يجعلها الله تعالى لمن يختاره من أوليائه، فيرسلهم إلى سائر عباده لغاية إرشادهم إلى ما فيه خيرهم وصلاحهم في الدنيا والآخرة. وهي لطف من الله بعباده ورحمة بهم.
وقد منح الله أوليائه الولاية التشريعية، للقيام بالتشريع والدعوة وتربية الأمة والحكم فيهم والقضاء في أمرهم، فقال تعالى: النَّبِيُّ أَوْلَى بِالْمُؤْمِنِينَ مِنْ أَنْفُسِهِمْ.

## النبوة في أصول الدين
اتفقت الشيعة الإمامية الإثنى عشرية على ان أصول الدين خمسة، وهي: التوحيد والعدل والنبوة والإمامة والمعاد. فالنبوة هي الاصل الثالث من اصول الدين عندهم. وهم يعتبرون الاعتقاد بأن الله سبحانه قد بعث أنبيائه ورسله لغاية ارشاد الناس وترسيخ التوحيد بينهم، من عناصر الإيمان الأساسية.
وان النبوة وظيفة الهية وسفارة ربانية يخص الله بها مَن يشاء من عباده، وانه تعالى لم يمنح للناس حق تعيين الأنبياء أو ترشيحهم أو انتخابهم بل امر كل ذلك بيده تعالى. فأرسلهم إلى سائر الناس لغاية تبيينهم الأحكام وارشادهم إلى ما فيه منافعهم ومصالحهم في الدنيا والاخرة، ولغرض تنزيههم وتزكيتهم من درن مساوئ الاخلاق ومفاسد العادات وتعليمهم الحكمة والمعرفة وبيان طرق الهدى من طرق الضلال لتبلغ الإنسانية كمالها اللائق بها، فترتفع إلى درجاتها الرفيعة في الدارين. والواجب على كل مسلم الإيمان بجميع رسل الله والإيمان بنبوة محمد خاصة، لأنه يعتبر أصل من أصول الدين الإسلامي.

## قاعدة اللطف
استدلت العدلية من المتكلمين على لزوم بعث الرسل بقاعدة اللطف.
قاعدة اللطف هي إحدی القواعد الكلامية لدی المذهب الإمامي، وهي منسوبة الی الشيخ الطوسي.
ووفقا لهذه القاعدة فإن الرحمة الإلهية واللطف الإلهي اقتضت بعث الأنبياء والرسل ليكونوا سفراء الله وخلفاءه لهداية البشر واداء الرسالة الاصلاحية وان الله لم ولن يترك عباده سدى، وان اللطف هو واجب في الحكمة الإلهيّة.
وبذلك يتفق الشيعة مع المعتزلة باعتبار النبوة لطفاً حين بعث الله الانبياء، لان المؤمنين ماكانوا يؤمنوا بغير بعثة الأنبياء، في حين خالفوا الاشاعرة الذين قالوا بان انبعاث الرسل من القضايا الجائزة لا الواجبة ولا المستحيلة.

## سمات الأنبياء

### الوحي
الوحي هو الوسيلة التي يتواصل فيها الله مع أنبيائه ورسله، وهو حالة الاتصال الروحي للأنبياء بعالم الغيب لتلقي وأدراك المعارف والتعاليم الإلهية الحقيقية. وأن كيفية الوحي إلى الأنبياء على ثلاثة أشكال، وهي إما وحي إلهام والمراد منه الإلهام والقذف في القلب والنفث في الروع أو في المنام كما أوحي إلی نبي إبراهيم.
وإما وحي مباشر، وعن طريق تكليم مباشر والذي حظي به بعض الأنبياء، كنزول الوحي على‌ نبي اللَّه موسى في الطور. وكما نزل على‌ النبي محمد مثل هذا الوحي في المعراج. وإما عن طريق إرسال الملائكة كالروح وجبرائيل وميكائيل وغيرهم من الملائكة، حيث جعلهم اللّه وسيطا لإيصال رسالاته إلى أنبيائه. وهذا النوع من الوحي هو الوحي المألوف في الرسالات، وبه نزلت الكتب والشرائع.
وقد قال تعالى:﴿وَمَا كَانَ لِبَشَرٍ أَنْ يُكَلِّمَهُ اللَّهُ إِلَّا وَحْيًا أَوْ مِنْ وَرَاءِ حِجَابٍ أَوْ يُرْسِلَ رَسُولًا فَيُوحِيَ بِإِذْنِهِ مَا يَشَاءُ إِنَّهُ عَلِيٌّ حَكِيمٌ ۝٥١﴾ [الشورى:51]
وقد استجمع الوحي المحمدي كافّة الصور التي أوحي بواسطتها إلى الأنبياء السابقين. فقد أوحي إليه إلهاماً وقذفاً في الروع، كما أوحي إليه مناماً، وكُلّم بواسطة الملك، كما كُلّم دون وسائط ولا حجب وهي أعلى مراتب الوحي عموماً.

### العصمة
قد اتفقت كلمة المسلمين على جعل عصمة أنبياء الله تعالى كمبدأ وعقيدة من صلب الإسلام، إلاّ أنهم اختلفوا في مفهومها وحدودها ومصداقها. يعتقد الإماميّة بوجوب عصمة الانبياء عن الصغائر والكبائر، وهم منزهون عن المعاصي، قبل النبوة وبعدها، وعلى سبيل العمد والنسيان. ويستدلون على ذلك بقولهم:
«لوجاز ان يفعل النبي المعصية، او يخطا وينسى، وصدر منه شيء من هذا القبيل فاما ان يجب اتباعه في فعله الصادر منه عصياناً او خطاءً، او لايجب، فان وجب اتباعه فقد جوزنا فعل المعاصي برخصة من الله تعالى، بل اوجبنا ذلك، وهذا باطل بضرورة الدين والعقل، وان لم يجب اتباعه، فذلك ينافي النبوة التي لابد ان تقترن بوجوب الطاعة ابدا، على ان كل شيء يقع منه من فعل او قول فنحن نحتمل فيه المعصية او الخطا، فلايجب اتباعه في شيء من الاشياء، فتذهب فائدة البعثة، بل يصبح النبي كسائر الناس ليس لكلامه ولا لعمله تلك القيمة العالية التي يعتمد عليها دائماً، كما لاتبقى طاعة حتمية لاوامره ولاثقةٌ مطلقةٌ باقواله وافعاله.»

### المعجزة
لكلّ نبي من أنبياء الله أو رسول من رسله معجزة أو معجزات لا تكون لبشر غيرهم. والمعجزة هي أمر خارق للعادة، مقرون بالتحدّي مع عدم المعارضة. يظهره الله على يد أنبياءه تصديقاً لهم في دعواهم، لكي لا تبقى حجة على من لم يُصدق ببعثهم من قبل الله. وقد سميت معجزة لعجز البشر عن الإتيان بمثلها. 

## ولاية الأنبياء
ان الله قد أرسل أنبياءه لبيان أحكامه وإجرائها على الأرض، ولكي يتحقّق الهدف الإلهي الذي هو العبودية لله تعالى وحده، ولذلك فوّض إلى رسوله محمد، وإلى بعض الرسل السابقين مرتبةً من الولاية على الأمة لسوقها إلى الله والحكم فيها والقضاء عليها في جميع شؤونها. وقد أمر الله بطاعتهم، لأن ولايتهم ترجع إلى ولاية الله بالولاية التشريعية، فإن طاعتهم طاعة الله وولايتهم ولاية الله. وقد قال الله تعالى: وَمَا أَرْسَلْنَا مِن رَّسُولٍ إِلاَّ لِيُطَاعَ بِإِذْنِ اللّهِ.
كما يذكر الله بعض أنبيائه بأسمائهم الذين نصبهم للحكم، ثم يقول: ﴿وَجَعَلْنَاهُمْ أَئِمَّةً يَهْدُونَ بِأَمْرِنَا وَأَوْحَيْنَا إِلَيْهِمْ فِعْلَ الْخَيْرَاتِ وَإِقَامَ الصَّلَاةِ وَإِيتَاءَ الزَّكَاةِ وَكَانُوا لَنَا عَابِدِينَ ۝٧٣﴾ [الأنبياء:73]